# Ion Crăciun
Ion Crăciun (n. 25 septembrie 1955, Constanța – d. 13 iulie 2023, Constanța) a fost un portar de handbal român, ulterior antrenor la echipa Corona Brașov și antrenor al echipei naționale de handbal pentru tineret a României. Ion Crăciun a obținut o medalie de bronz cu naționala de tineret la Campionatul Mondial din 2016 și a părăsit echipa un an mai târziu, după ce România s-a clasat pe locul al 9-lea la Campionatul European, acuzând și comunicarea inexistentă cu selecționerul primei reprezentative.

## Carieră
Începând din 2003, Ion Crăciun a antrenat timp de șase ani echipa de handbal masculin CSM Medgidia, de care s-a despărțit în iunie 2009 din cauza problemelor financiare ale acesteia. Din vara anului 2009 și până în martie 2010, Crăciun a antrenat echipa masculină HC Minaur Baia Mare, iar în această perioadă numele său a fost vehiculat și pentru preluarea postului de antrenor secund la echipa națională a României. 
În martie 2010, Crăciun a demisionat de la Minaur, confruntată la rândul ei cu grave probleme financiare, și a devenit antrenorul echipei de handbal feminin CS Tomis Constanța, cu care a obținut medalia de bronz în Liga Națională.
În noiembrie 2010, Ion Crăciun a semnat un contract cu echipa masculină a orașului, HCM Constanța. La sfârșitul sezonului 2010–2011, antrenorul a câștigat cu HCM Constanța titlul național și Cupa României, fapt ce a permis echipei ca în noul sezon să evolueze în Liga Campionilor. Rezultatele slabe obținute în competiția europeană l-au determinat să-și dea demisia, în octombrie 2011. Inițial respinsă de conducerea clubului, aceasta i-a fost totuși ulterior acceptată, în noiembrie 2011.
Crăciun s-a întors la echipa feminină, redenumită între timp CSU Neptun Constanța și retrogradată în Divizia A. În iunie 2012, el a fost vizat pentru preluarea postului de antrenor al echipei naționale de handbal feminin a României, dar acest lucru nu s-a materializat. În 2013, Ion Crăciun a reușit să promoveze din nou echipa CSU Neptun Constanța în Liga Națională și a rămas antrenorul acesteia până în vara anului 2015, când CSU Neptun, măcinată de probleme financiare, a retrogradat în Divizia A.
În noiembrie 2015, lui Ion Crăciun i-a fost încredințată comanda echipei naționale de tineret a României, cu care a obținut apoi medalia de bronz la Campionatul Mondial din 2016. Mandatul lui s-a încheiat în octombrie 2017, Crăciun nedorind să mai continue în acest post. Din vara anului 2018, el este antrenorul Coronei Brașov.

## Palmares ca antrenor
Echipa națională
- Campionatul Mondial pentru Tineret:
  -  Medalie de bronz: 2016

Club
- Liga Națională (masculin):
  -  Câștigător: 2011

- Cupa României (masculin):
  -  Câștigător: 2011

- Liga Națională (feminin):
  -  Locul 3: 2010